# فینکن‌بورت
فینکن‌بورت (به هلندی: Vinkenbuurt) یک منطقهٔ مسکونی در هلند است که در اومن واقع شده‌است. فینکن‌بورت ۳۰۰ نفر جمعیت دارد.